# Vincent Collet
Pour les articles homonymes, voir Collet.

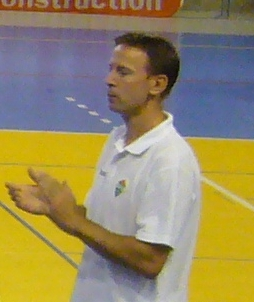
En 2008

Vincent Collet, né le 6 juin 1963 à Sainte-Adresse (Seine-Maritime), est un joueur puis entraîneur français de basket-ball, qui évoluait au poste d'arrière. Après un titre de champion de France obtenu avec Le Mans en tant que joueur, il obtient deux nouveaux titres en tant qu'entraîneur, d'abord avec le Mans en 2006 puis l'ASVEL Lyon-Villeurbanne en 2009. De mars 2009 à août 2024, il est le sélectionneur de l'équipe de France masculine. Avec celle-ci, il décroche le premier titre international pour la France lors de l'Euro 2013. Il est également médaillé d'argent lors des Euros 2011 et 2022, ainsi qu'aux Jeux olympiques de 2020 et 2024. Il remporte aussi le bronze à l'Euro 2015 et aux Coupes du monde en 2014 et 2019.
De mai 2011 à juin 2016 puis d'octobre 2016 à janvier 2020, il est entraîneur de la SIG Strasbourg. Il est entraîneur des Metropolitans 92 entre 2021 et 2023.

## Biographie

### Joueur
C'est au club de l'AL Montivilliers, où son père est le président du club que Vincent Collet découvre le basket-ball, sport dont il devient rapidement un réel passionné. Il s'imprègne de tout ce qui touche ce sport. Il devient naturellement joueur de basket-ball, évoluant avec le club du Mans, où il évolue au poste de meneur remplaçant de Gregor Beugnot, puis Caen Basket Calvados, l'ASVEL Lyon-Villeurbanne, de nouveau le Mans et enfin Saint Thomas Basket Le Havre. Il remporte un titre de champion de France, lors de la saison 1981-1982. Durant toutes ces années, il cultive sa connaissance du basket-ball en entraînant des équipes de jeunes et en participant en tant qu'éducateur aux « Camps Basket » de Jackie Chazalon.

### Le Mans
À la suite de sa carrière de joueur, il devient assistant de Alain Weisz, alors entraîneur du Mans. Après deux saisons, il prend la succession de ce dernier au poste d'entraîneur, Weisz prenant pour sa part la direction de l'équipe de France. Lors de sa première saison en tant qu'entraîneur en chef, il atteint la demi-finale du championnat de France, battu en deux manches par Pau-Orthez. À titre individuel, Il obtient le titre de meilleur entraîneur. Les saisons suivantes, il atteint de nouveau la demi-finale en 2003, battu par Lyon-Villeurbanne, puis en 2004 où, après avoir terminé en tête de la phase régulière, Le Mans échoue en trois manches face à Gravelines Dunkerque. Le club sarthois remporte toutefois un titre avec la victoire en coupe de France en l'emportant 83 à 80 face à Pau-Orthez. Vincent Collet reçoit son deuxième titre d'entraîneur de l'année.
La saison suivante, Le Mans termine de nouveau à la première place lors de la phase régulière. Mais, lors des quarts de finale des playoffs, Le Mans subi, après s'être imposé de un point à Nancy, une défaite 70 à 77 à Antares, ce qui élimine le club sarthois, la qualification se jouant à la différence de points durant cette saison. C'est à ce même stade de la compétition que Le Mans échoue lors de la semaine des As 2005, battu par Gravelines 91 à 77. En Europe, Le Mans, avec un bilan de six victoires pour quatre défaites, est éliminé lors du premier tour de la Coupe ULEB 2004-2005.
La saison suivante, l'équipe de Collet remporte un deuxième titre sous direction lors de la semaine des As 2006, trophée obtenu après une victoire en finale sur le score de 78 à 60 sur Bourg-en-Bresse. Le club termine ensuite à la cinquième place de la phase régulière. Le Mans défait Lyon-Villeurbanne en deux manches 70 à 69 puis 70 à 61. Lors du tour suivant, c'est Pau-Orthez qui s'inclinent devant les joueurs de Collet, toujours en deux manches, 75 à 66 puis 77 à 62. La finale, qui oppose Le Mans à Nancy se termine sur le score de 93 à 88 en faveur du club sarthois. Durant cette saison, Collet s'appuie sur des jeunes joueurs du club, Alain Koffi, Yannick Bokolo et Pape-Philippe Amagou qui se voient attribué des temps de jeu respectifs de 21, 20 et 20 minutes par rencontres. Durant cette même saison, Nicolas Batum dispute ses trois premières rencontres en ligue nationale de basket-ball,.
Le club dispute la saison suivante l'Euroligue, compétition de clubs la plus relevée en Europe. Malgré deux victoires lors des trois premières rencontres, le Mans termine avec un bilan de quatre victoires pour dix défaites, ce qui le prive de qualification pour le tour suivant. En championnat, après une sixième place de la phase régulière, Le Mans s'incline en trois manches face à l'Élan sportif chalonnais en quart de finale. C'est la Chorale Roanne Basket qui prive Collet d'un nouveau trophée en remportant la finale de la semaine des As 2007 sur le score de 87 à 82.
La saison suivante, Le Mans débute l'Euroligue par 14 défaites avant de remporter ses deux dernières rencontres. Lors de la semaine des As 2008, Le Mans subit la loi de Vichy qui l'emporte 82 à 65 en quarts de finale. Le Mans termine à la première place de la phase régulière mais s'incline en demi-finale face à Roanne.

### ASVEL Lyon-Villeurbanne
En avril 2008, après huit saisons passées à la tête du club sarthois et en fin de contrat, Vincent Collet décide de répondre favorablement à une proposition d'un autre de ces anciens club, l'ASVEL. Sous sa direction, le club s'incline en demi-finale de la semaine des As 2009 face à Entente Orléanaise Loiret. Le club de la banlieue lyonnaise termine à la première place de la phase régulière, puis élimine d'abord Strasbourg en quarts et Nancy en demi-finale. l'ASVEL retrouve Orléans en finale et l'emporte 55 à 41. Avec ce titre, il rejoint Božidar Maljković et Jacques Monclar à la troisième place du classement de nombre de titre remporté depuis la création de la ligue nationale de basket. Il est seulement devancé par Claude Bergeaud, trois titres, et Michel Gomez, cinq titres. Il est le second à remporter le titre avec deux clubs (l'autre entraîneur est Michel Gomez).
Le titre permet aux Villeurbannais de pouvoir participer à Euroligue. Un recrutement ambitieux, le meneur du Mans Bobby Dixon et le pivot Curtis Borchardt laisse augurer d'une qualification pour le Top 16 malgré la présence dans son groupe de FC Barcelone et Montepaschi Sienne. Žalgiris Kaunas, Fenerbahçe Ülkerspor et Cibona Zagreb, les trois derniers adversaires, sont potentiellement accessibles. Cependant, les résultats ne sont pas à la hauteur des ambitions affichées et l'ASVEL termine à la cinquième place avec un bilan de 7 défaites pour 3 victoires, bilan identique à celui de Kaunas et Zagreb, placés troisième et quatrième. Collet se prive de Dixon lors de la semaine des As 2010 que le club villeurbannais dispute en tant que club hôte. l'ASVEL remporte finalement le trophée grâce à une victoire 70 à 69 face à Orléans. Collet confirme sa décision en coupant (rupture de contrat) Dixon peu après. Cependant, l'ASVEL ne parvient pas à terminer dans les huit premiers de la phase régulière et ne dispute donc pas les playoffs.
Après une saison 2009-2010 catastrophique, les attentes sont grandes à l'orée de la nouvelle saison. Or le début de l’exercice 2010-2011 est complètement raté et est tout aussi compliqué que le précédent. L'ASVEL échoue tout d'abord dans son objectif d'atteindre la phase régulière de l'Euroligue 2010-2011, battu par Le Mans lors du tour de qualification. En Championnat de France, l'ASVEL pointe à la 13e place après six journées et affiche un bilan de deux victoires pour quatre défaites. Après une nouvelle défaite à domicile face à BG 74 Göttingen lors de la première journée de l'EuroCoupe, Vincent Collet paye le mauvais début de saison de son équipe et est « dispensé de tout travail » par son club le 17 novembre 2010. Il est remplacé à la tête de l'équipe par un de ses assistants Nordine Ghrib. La Fédération française émet le lendemain un communiqué où elle assure garder sa confiance au sélectionneur qui reste à la tête de l'équipe de France.

### SIG Strasbourg
En mai 2011, il devient entraîneur de la SIG Strasbourg. Sous sa direction, la SIG se qualifie pour la finale du championnat de France en 2013, 2014, 2015, 2016 mais perd à chaque fois (contre la JSF Nanterre puis le Limoges CSP deux fois et enfin 3-2 face à l'ASVEL en ayant mené la série 2-0).
Il remporte avec la SIG la Leaders Cup 2015 et la Coupe de France 2015. Il est aussi élu entraîneur de l'année en 2014-2015 et 2015-2016.
La SIG se qualifie pour la finale de l'EuroCoupe au printemps 2016 en échouant de peu au match retour face à Galatasaray.
En juin 2016, peu après la défaite en finale du championnat de France, le contrat de Vincent Collet avec la SIG n'est pas reconduit. Il est remplacé par Henrik Dettmann, mais le début de saison raté de ce dernier (7 défaites en 8 rencontres) conduit au retour de Vincent Collet pour le reste de la saison. La SIG atteint la finale du championnat en 2017 mais est encore battue.
Il choisit de prolonger son contrat de 3 saisons jusqu'en juin 2020 en parallèle avec son contrat en équipe de France, et ce malgré la concurrence du Mans et de Gravelines Dunkerque. Collet est toutefois licencié en janvier 2020 en raison de résultats jugés insatisfaisants.

### Metropolitans 92
En août 2021, Vincent Collet devient l'entraîneur des Metropolitans 92, club de première division française. Il remplace Jurij Zdovc et son contrat court sur deux saisons.

### Équipe de France

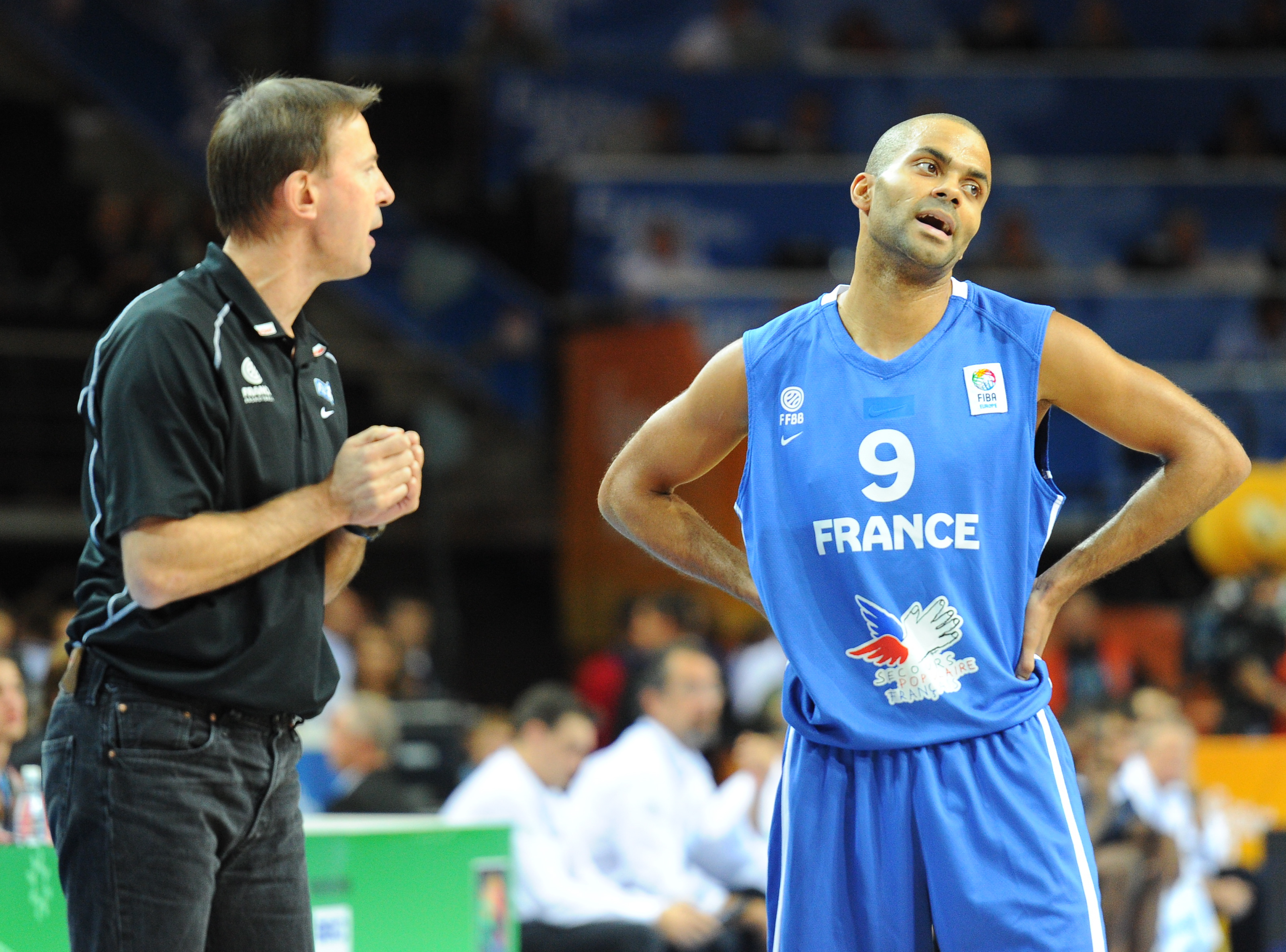
Vincent Collet avec Tony Parker au Championnat d'Europe 2011.

En 2001, il prend la succession de Christophe Vitoux au poste d'assistant auprès de Alain Weisz, l'entraîneur de l'Équipe de France. Celui-ci, après avoir mené la France à une sixième place au Championnat d'Europe 2001 qui prive les Bleus de mondial 2002 décide de prendre le risque d'aligner les meilleures individualités possibles pour le championnat d'Europe 2003. Il ajoute ainsi Tariq Abdul-Wahad et Jérôme Moïso à Tony Parker. Après un premier tour terminé invaincu, la France élimine la Russie mais échoue ensuite face à la Lituanie en demi-finale sur le score de 74 à 70. Le groupe éclate alors et est incapable de remporter la finale pour la troisième et dernière place qualificative aux Jeux olympiques d'Athènes. Alain Weisz quitte le poste d'entraîneur de l'équipe de France, remplacé par Claude Bergeaud.
Après la non-reconduction du contrat de ce dernier après le Championnat d'Europe 2007, Collet figure parmi les principaux noms possibles pour lui succéder, avec Antoine Rigaudeau, le favori mais qui souffre du fait de n'avoir jamais entraîné. Une hypothèse avec celui-ci à la tête des Bleus, assisté de Collet et Frédéric Sarre est également longtemps évoqué par la presse. C'est finalement Michel Gomez qui est choisi pour tenter de qualifier les Bleus pour le Championnat d'Europe 2009.
Avec l'échec lors des qualifications, le poste de sélectionneur est de nouveau disponible. Vincent Collet, qui dirige l'ASVEL Lyon-Villeurbanne, l'un des favoris à l'obtention du titre de champion de France, figure parmi les favoris. Toutefois, sa candidature est un moment compromise par l'annonce de l'entrée de Tony Parker dans le capital. Celui-ci deviendrait ainsi l'un des patrons de Collet à l'ASVEL tout en étant un de ses joueurs sous le maillot bleu. Toutefois, après une longe période d'indécision, le président de la Fédération française de basket-ball Yvan Mainini confie à Vincent Collet, assisté de Jacques Commères et Michel Veyronnet, le poste de sélectionneur national. Collet, qui obtient un contrat de quatre ans, a pour objectif principal les Jeux olympiques de Londres. Sa première mission, l'obtention de la qualification pour le championnat d'Europe lors de repêchages, est réussie avec succès. Lors du championnat d'Europe, disputé en Pologne, la France termine à la cinquième place en ne subissant qu'une seule défaite lors de la compétition, face à l'Espagne lors des quarts de finale. Cette place assure également une participation aux deux prochaines échéances internationales, le mondial 2010 et le Championnat d'Europe 2011.
En septembre 2016, son contrat est reconduit jusqu'à 2019. Début mai 2020, Collet est confirmé à la tête de l'équipe de France jusqu'en 2021, après les Jeux olympiques de 2021, reportés d'un an, en raison de la pandémie de coronavirus. Son contrat est prolongé jusqu'aux Jeux olympiques de Paris 2024 lors desquels l'équipe de France remporte une médaille d'argent. À l'issue de cette compétition, son contrat avec la fédération française se termine.

### Cavaliers de Cleveland (depuis 2024)
En octobre 2024, Vincent Collet rejoint l'encadrement des Cavaliers de Cleveland en NBA. Il devient consultant de l'entraîneur Kenny Atkinson qui était un de ses adjoints en équipe de France.

## Carrière

### Joueur
- 1980-1981 :  AL Montivilliers (Nationale 3)
- 1981-1985 :  Le Mans (Nationale 1)
- 1985-1986 :  Caen (Nationale 1)
- 1986-1990 :  ASVEL (N 1 A)
- 1990-1993 :  Le Mans (N 1 A)
- 1993-1994 :  Le Mans (Pro A)
- 1994-1998 :  Le Havre (Pro B)

### Entraîneur
- 1998-2000 :  Le Mans (Pro A - Assistant)
- 2000-2008 :  Le Mans (Pro A)
- 2007 :  Cavaliers de Cleveland (Summer League - Assistant)
- 2008-2010 :  ASVEL (Pro A)
- 2011-2016, octobre 2016 à janvier 2020 :  Strasbourg Illkirch-Graffenstaden Basket (Pro A)
- 2021-2023 :  Metropolitans 92
- mars 2009-août 2024 :  Équipe de France masculine A (sélectionneur)
- depuis 2024 :  Cavaliers de Cleveland (NBA, encadrement)

## Palmarès

### Joueur
- 1978 : Vainqueur de la Coupe de France Minimes avec l'AL Montivilliers
- 1981 : Vainqueur de la Coupe de France Juniors avec l'AL Montivilliers[22]
- 1982 : Champion de France avec le SCM Le Mans

### Entraîneur

#### En club
- Championnat de France de basket-ball : 
  - Vainqueur (2) : 2006 avec Le Mans et 2009 avec l'ASVEL
  - Finaliste (6) : 2013, 2014, 2015, 2016, 2017 et 2023
  - 1er de la saison régulière en 2004 et 2005 avec Le Mans et en 2014 avec Strasbourg
- Leaders Cup :
  - Vainqueur (2) : 2015 et 2019 avec Strasbourg
  - Finaliste (1) : 2013 avec Strasbourg
- Coupe de France de basket-ball :
  - Vainqueur (2) : 2004 avec Le Mans et en 2018 avec Strasbourg
- Semaine des As : 
  - Vainqueur (2) : 2006 avec Le Mans  et en 2010 avec l'ASVEL
- EuroCoupe :
  - Finaliste (1) : 2016 avec Strasbourg

#### En sélection
- Médaille d’argent aux Jeux olympiques en 2024 à Paris.
- Médaillé d'argent au championnat d'Europe 2022 en Allemagne
- Médaille d’argent aux Jeux olympiques en 2021 à Tokyo.
- Médaille de bronze à la Coupe du monde 2019 en Chine.
- Médaille de bronze au championnat d'Europe 2015 en France.
- Médaille de bronze à la Coupe du monde 2014 en Espagne.
- Médaille d'or au championnat d'Europe 2013 en Slovénie.
- Médaillé d'argent au championnat d'Europe 2011 en Lituanie.

## Distinctions
- Élu entraîneur de l'année en 2000-2001, 2003-2004, 2014-2015 et 2015-2016
- Entraîneur lors des All-Star Games 2001 (Antibes), 2003 (Paris-Bercy), 2008 (Paris-Bercy) et 2014 (Zénith Paris).
- Élu meilleur entraîneur des Jeux olympiques de Paris 2024[23]
- Chevalier de la Légion d'honneur (décret du 18 avril 2014)[24]
- Officier de l'ordre national du Mérite (décret du 29 novembre 2023)[25]

## Équipe de France
- Assistant de l’équipe de France masculine de 2002 à 2003
- Sélectionneur de l’équipe de France masculine de 2009 à 2024